# Nuna (prénom)
Pour les articles homonymes, voir Nuna.
Nuna est un prénom féminin.

## Sens et origine du prénom
- Prénom féminin d'origine nord-amérindienne [1].
- Prénom qui signifie « pays ».

## Prénom de personnes célèbres et fréquence
- Prénom aujourd'hui peu usité aux États-Unis[2].
- Prénom qui n'a jamais été donné en France, mais l'a été en Belgique[3].